# O'Donoghue's Pub
L’O'Donoghue's Pub è uno storico Irish pub di Dublino, situato nei pressi di St. Stephen's Green. Lo stabile fu costruito nel 1789 e ospitava inizialmente una drogheria; nel 1934 è stato poi acquistato dalla famiglia O'Donoghue e definitivamente trasformato in pub.
L'O'Donoghue's è celebre al livello internazionale per aver ospitato e lanciato alcuni tra i più importanti interpreti della musica irlandese tradizionale; qui, nei primi anni sessanta si conobbero e iniziarono a suonare insieme i membri dei Dubliners. Molti altri importanti musicisti, tra i quali Christy Moore, The Fureys, Seamus Ennis, Joe Heaney e Phil Lynott, hanno suonato all'O'Donoghue's e le loro fotografie sono esposte all'interno del pub.